# دومنیکو زامپاگلیونه
دومنیکو زامپاگلیونه (انگلیسی: Domenico Zampaglione؛ زادهٔ ۲۱ فوریهٔ ۱۹۸۶) بازیکن فوتبال اهل ایتالیا است.
از باشگاه‌هایی که در آن بازی کرده‌است می‌توان به باشگاه فوتبال کیه‌وو ورونا، باشگاه فوتبال رجینا، و باشگاه فوتبال لاتینا اشاره کرد.